# Lewis Powell
Lewis Thornton Powell (Randolph County, 22 april 1844 – Washington, 7 juli 1865), ook bekend als Lewis Payne/Paine, was een Amerikaans soldaat voor de Geconfedereerde Staten in de Amerikaanse Burgeroorlog. Hij werd veroordeeld wegens poging tot moord op de politicus William Seward.
Powell groeide op in Alabama en Florida. Na het uitbreken van de Burgeroorlog ging hij in dienst bij het leger van de Geconfedereerde Staten. In de Slag bij Gettysburg werd hij gevangengenomen. Hij slaagde erin te ontsnappen en ging vervolgens vechten voor het partizanenregiment van John S. Mosby. In de nadagen van de oorlog leerde Powell John Wilkes Booth kennen, die hem samen met vijf anderen betrok bij het plan om president Abraham Lincoln te ontvoeren. Uiteindelijk mondde dit plan uit in de moordaanslag op Lincoln, waarbij ook vicepresident Andrew Johnson en de minister van Buitenlandse Zaken William Seward gedood moesten worden.
Powell kreeg van Booth de opdracht om Seward te vermoorden, maar hij slaagde niet in zijn opzet. Powell wist Seward slechts ernstig te verwonden. Enkele dagen na de moordaanslagen werd hij opgepakt door de politie. Na een uitgebreide rechtszaak werd Powell veroordeeld tot de galg. Bij het proces werd hij aangeklaagd onder de naam Lewis Payne en hij werd ook onder die naam berecht en veroordeeld. Op 7 juli 1865 stierf hij aan de galg. In 1884 werd zijn lichaam herbegraven op Rock Creek Cemetery in Washington. Zijn schedel werd in 1992 in het Anthropology Department van het Smithsonian ontdekt. Twee jaar later werd zijn schedel naast het lichaam van zijn moeder begraven op Geneva Cemetery in Geneva.

## Biografie

### Jeugd
Lewis Thornton Powell werd op 22 april 1844 in Randolph County (Alabama) geboren als het achtste van de tien kinderen van George Cader Powell en Patience Caroline Powell. Zijn ouders waren waarschijnlijk achterneef en -nicht van elkaar. Toen hij drie jaar oud was werd zijn vader predikant en verhuisde het gezin naar Stewart County in Georgia. Na de roeping van zijn vader kreeg Powell ook zijn middelnaam "Thornton"; hij werd vernoemd naar Reuben Thornton, de mentor van zijn vader. Powell verkreeg zijn scholing van zijn vader die ook de lokale schoolmeester was. Toen Powell 15 jaar oud was verhuisde het gezin opnieuw, ditmaal naar Florida waar George Powell in Apopka een kerk stichtte.
Op 12-jarige leeftijd was Powell buiten aan het spelen toen hij door een muilezel werd getrapt. Door de trap werd zijn linkerkaak gebroken en verloor hij een kies. De kaak werd niet goed rechtgezet, waardoor zijn kaak aan de linkerkant wat prominenter werd.
Als kind ging hij graag naar de zondagsschool en op 14- of 15-jarige leeftijd hield hij gebedsbijeenkomsten waar hij voorging in het gebed. Daarnaast was hij ook een fervent visser.

### Amerikaanse Burgeroorlog

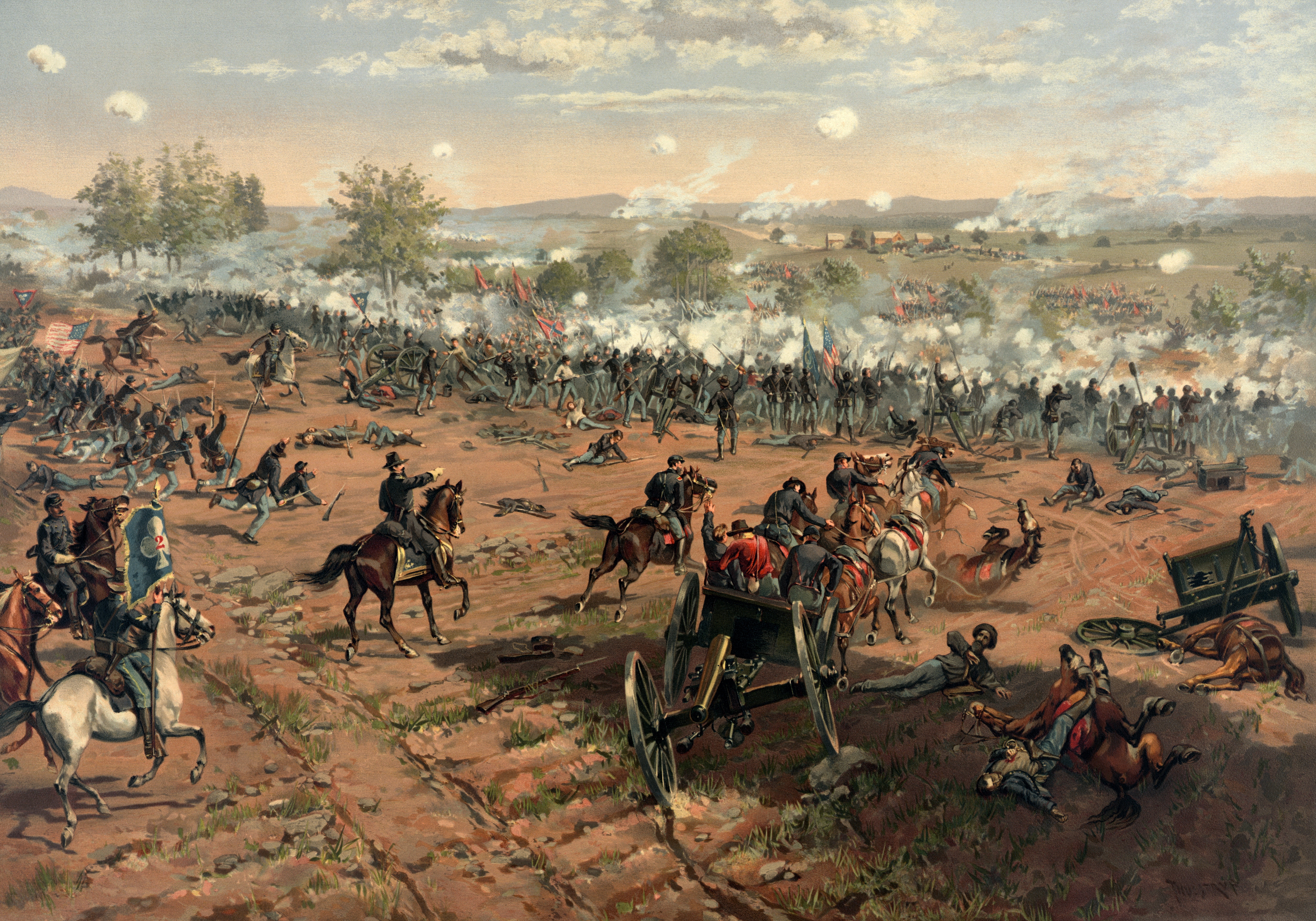
De Pickett's Charge, afgebeeld op het schilderij Battle of Gettysburg van Thure de Thulstrup

Op 10 januari 1861 stemde Florida als derde staat voor secessie uit de Amerikaanse federatie. Twee maanden later, nadat Powell 17 was geworden, meldde hij zich samen met zijn vriend Samuel A. Mitchell aan bij de Jasper (Hamilton) Blues, een regiment van de Army of Northern Virginia. Hij werd toegelaten doordat hij 19 beweerde te zijn. Zijn indiensttreding vond plaats op 31 mei 1861. Ook zijn oudere broers George en Oliver zouden zich aanmelden bij het leger, maar deden dit op een latere datum.
Aanvankelijk had Powell niet veel geluk in het leger. Hij kreeg de mazelen en lag daardoor in het militair hospitaal in Jacksonville. Hierdoor miste hij in juli 1861 het vertrek van zijn regiment naar Richmond. Het jaar daarop werd hij weer in een ziekenhuis opgenomen, ditmaal in Richmond. Op 23 juni 1862 werd hij uiteindelijk actief in het leger. Powell nam deel aan verschillende veldslagen, zoals de Tweede Slag bij Bull Run, de Slag bij Antietam, de Slag bij Chancellorsville en de Tweede Slag bij Fredericksburg. Begin januari 1863 bereikte hem het nieuws dat zijn oudere broer Oliver was overleden aan de verwondingen die hij had opgelopen in de Slag bij Stones River en dat zijn andere broer, George, ernstig gewond was geraakt.
Het regiment waarvan Powell deel uitmaakte vocht onder het commando van generaal Ambrose Powell Hill ook mee in de Slag bij Gettysburg. Powell verklaarde later tijdens zijn verhoren dat hij meevocht in Pickett's Charge op 3 juli, de laatste dag van de slag, maar dat bleek opschepperij te zijn. Volgens militaire gegevens had hij de dag ervoor een schotwond opgelopen aan zijn pols. Powell werd op 3 juli krijgsgevangen gemaakt en ondergebracht in het veldhospitaal van de Army of the Potomac. Drie dagen later werd hij als patiënt opgenomen in het Pennsylvania College dat toen dienstdeed als ziekenhuis.

#### Krijgsgevangenschap
Weldra ging Powell als ziekenbroeder aan het werk, waar de dokters zijn vastberaden en daadkrachtig optreden waardeerden. Hoewel hij krijgsgevangene was, bleek hij zorgzaam voor de patiënten. Halverwege juli maakte Powell in het ziekenhuis kennis met Margaret "Maggie" Branson, een verpleegster afkomstig uit Baltimore. Powell ging samenwerken met de 30-jarige Branson en weldra ontstond een innige band tussen de twee.
Op 1 september werd Powell overgeplaatst naar het West Buildings Hospital in Baltimore. In zijn kielzog trok Branson met hem mee. Een paar dagen na zijn aankomst, op 7 september, ontsnapte Powell uit het ziekenhuis. Er bestaan verschillende verhalen over zijn ontsnapping. In de meeste was er een vrouw bij betrokken. Volgens enkele historici zou Branson Powell een uniform van de noordelijke troepen hebben gegeven als vermomming. Na zijn ontsnapping verbleef hij enige tijd in het kosthuis van de Bransons dat als schuiladres diende voor zuidelijke soldaten.

#### Mosby's Rangers

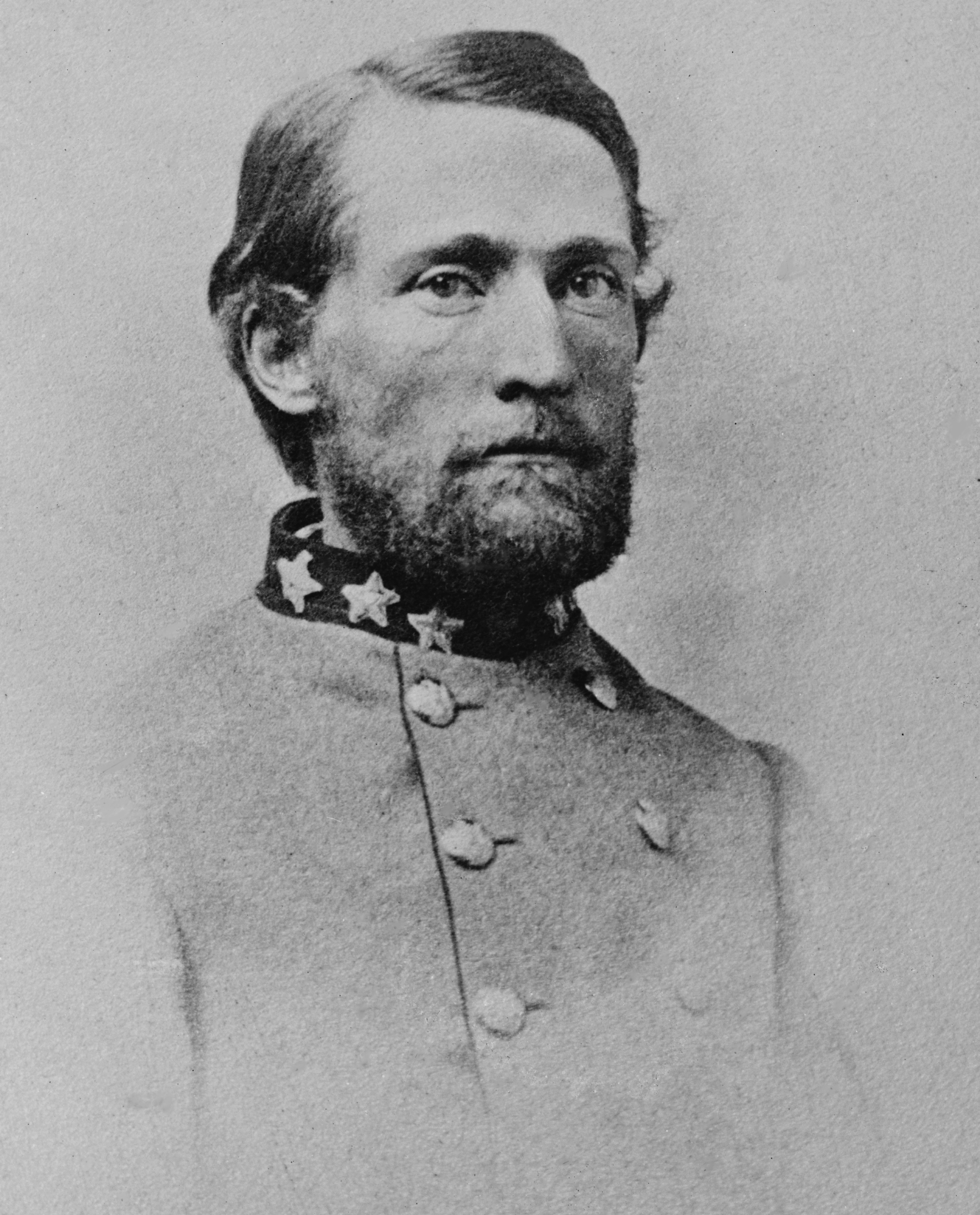
Portret van John S. Mosby

Na zijn ontsnapping uit Baltimore trok Powell naar Virginia. Onderweg slaagde hij erin een uniform van het Geconfedereerde leger te bemachtigen. In Virginia wist hij Granville Tract te bereiken, een plantage op 6 kilometer van Warrenton. De plantage was eigendom van John Scott Payne en tijdens zijn verblijf daar leerde Powell zijn voornaamgenoot Lewis Edmonds Payne kennen. Hij hoorde ook verhalen over Mosby's Rangers, een groep partizanen die onder leiding stonden van John S. Mosby. Powell besloot zich bij de partizanen aan te sluiten. Dat Powell aan moederszijde een neef was van generaal John Brown Gordon kan bijgedragen hebben aan de toelating van Powell tot het regiment. Bij Mosby's Rangers raakte hij verwikkeld in een guerrillastrijd tegen de soldaten van George Armstrong Custer.
In de tijd dat Powell met verlof was, verbleef hij op een van de boerderijen van de familie Payne in Fauquier County. Daar kreeg hij een verhouding met Bettie Meredith.
In november 1864 kreeg kapitein Richard Blazer opdracht om de partizanen van Mosby uit te roken. Nadat Blazer twee Rangers had gedood, ging Mosby tot de aanval over en versloeg hij Blazer in de Slag bij Kabletown. Tijdens dit vuurgevecht onderscheidde Powell zich door samen met een drietal anderen kapitein Blazer gevangen te nemen. Hij zou onder zowel zijn kameraden als bij soldaten van de Union bekend komen te staan als "Lewis the Terrible". Ook Mosby roemde Powell als een van zijn beste soldaten.
Powell werd naar Richmond gestuurd om Richard Blazer naar de gevangenis aldaar te brengen. Dit bezoek bleek een belangrijke gebeurtenis in zijn leven. Volgens historicus Michael W. Kauffman kwam hij in Richmond een bekende uit Baltimore tegen en deed hem dit terugverlangen naar de vriendelijkheid van de gezusters Branson. Hij keerde daarop terug naar Mosby, nors en in zichzelf gekeerd.

### Samenzwering

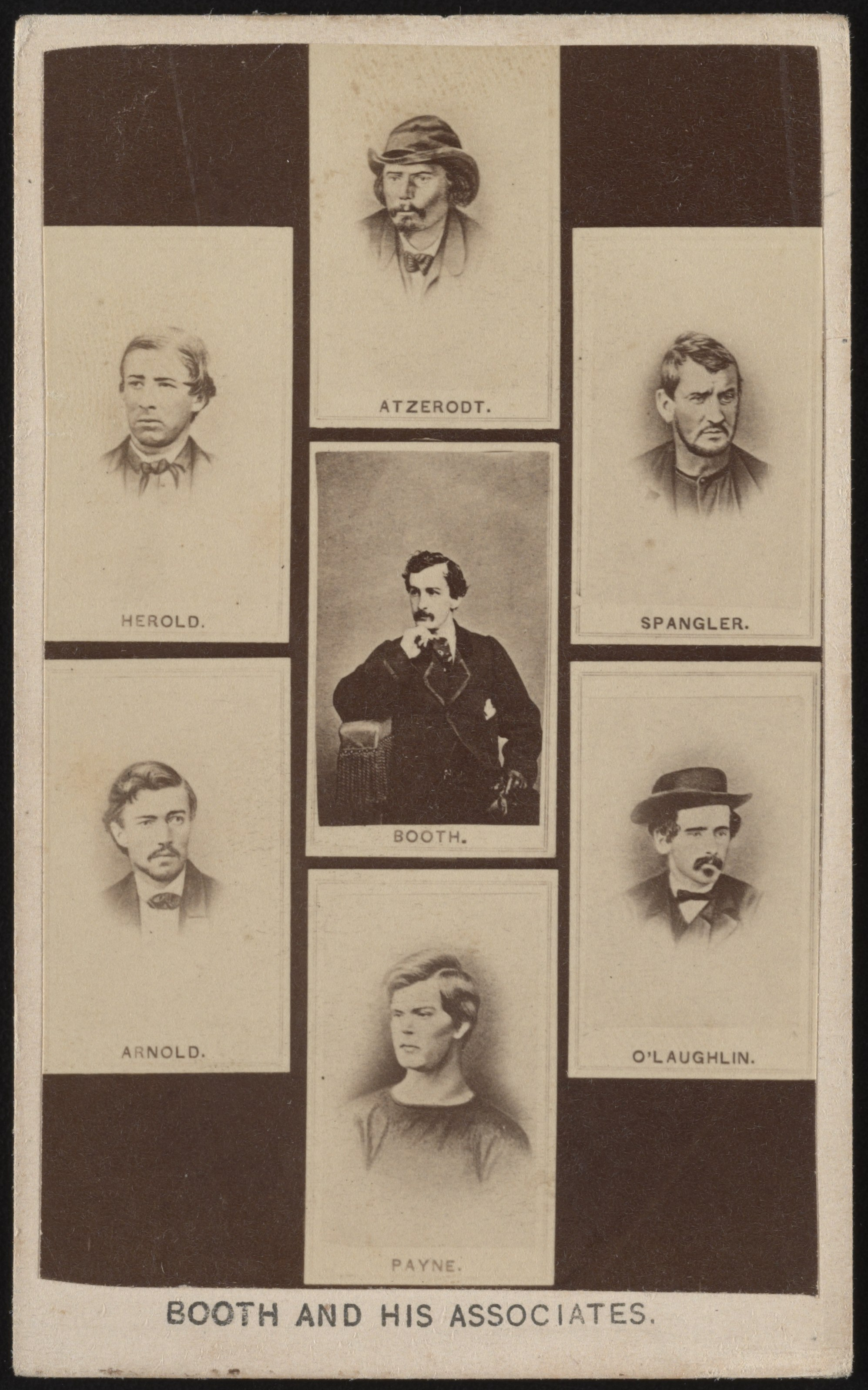
Portretcollage van de samenzweerders van Booth met hem in het midden. Powell staat onder de naam Payne uiterst onderaan.

In januari 1865 had Powell zijn laatste ontmoeting met Maggie Branson. Die maand deserteerde hij, verkocht hij zijn paard en kocht hij een treinkaartje richting Alexandria, naar het front van de Union Army. De precieze reden voor de desertie blijft een onderwerp van discussie, maar bij de geconfedereerden werd desertie vaak geënsceneerd, als dekmantel voor militairen die ingezet werden in de geheime dienst. In Alexandria presenteerde Powell zich als een vluchteling en legde een eed van trouw af aan de Amerikaanse overheid in Washington. Hierdoor kon Powell naar het noorden reizen zonder gevaar te lopen om opgepakt te worden.
Hij keerde daarop terug naar het huis van de Bransons in Baltimore, dat een ontmoetingsplek was voor geconfedereerden. De gezusters Branson stelden hem voor als Lewis Paine uit Frederick County. Vrijwel direct na zijn aankomst raakte Powell betrokken bij schimmige zaken en volgens biografe Betty J. Ownsbey was Powell tijdens zijn verblijf bij de Bransons een geheimagent-in-opleiding en wachtte hij op nadere orders.
De Bransons legden contact met David Preston Parr, die een rendez-vous regelde met John Surratt, die hem geld kwam brengen van John Wilkes Booth. Kort daarna, eind januari 1865, ontmoette Powell ook Booth zelf; in Barnum's Hotel in Baltimore stelde Booth zijn nieuwe rekruut op de hoogte van zijn plannen om president Abraham Lincoln te ontvoeren. Powell stemde ermee in en kreeg nieuwe kleren en extra geld. Booth duidde Powell daarna aan als cap'n, waarmee Powell in de pikorde op de derde plek kwam te staan, achter Surratt. Tevoren had Booth al John Surratt en David Herold gerekruteerd: twee mannen die bekend waren met de wegen in Washington en Maryland. Tot de samenzweerders behoorden ook de soldaten Samuel Arnold en Michael O'Laughlen en de schipper George Atzerodt die de aftocht te water moest verzorgen.
Op 12 maart 1865 sloeg Powell in het huis van de Bransons een zwarte bediende, die hem aangaf bij de politie. Drie dagen later werd hij opgepakt op verdenking van spionage voor de geconfedereerden. Tijdens de ondervragingen bleek dat Powell onder druk snel kon denken. Bovendien was er te weinig bewijs om hem vast te houden, zodat hij na twee dagen vrijgelaten werd. Wel moest hij schriftelijk en onder ede verklaren dat hij niet gewapend zou strijden tegen de Unie. De verklaring bevatte een bepaling dat hij zich voor de rest van de oorlog ten noorden van Philadelphia zou vestigen, maar Powell wiste later deze bepaling op zijn afschrift van de verklaring. Na zijn vrijlating haalde hij zijn spullen op in het huis van de Bransons en pakte hij de trein naar Washington.

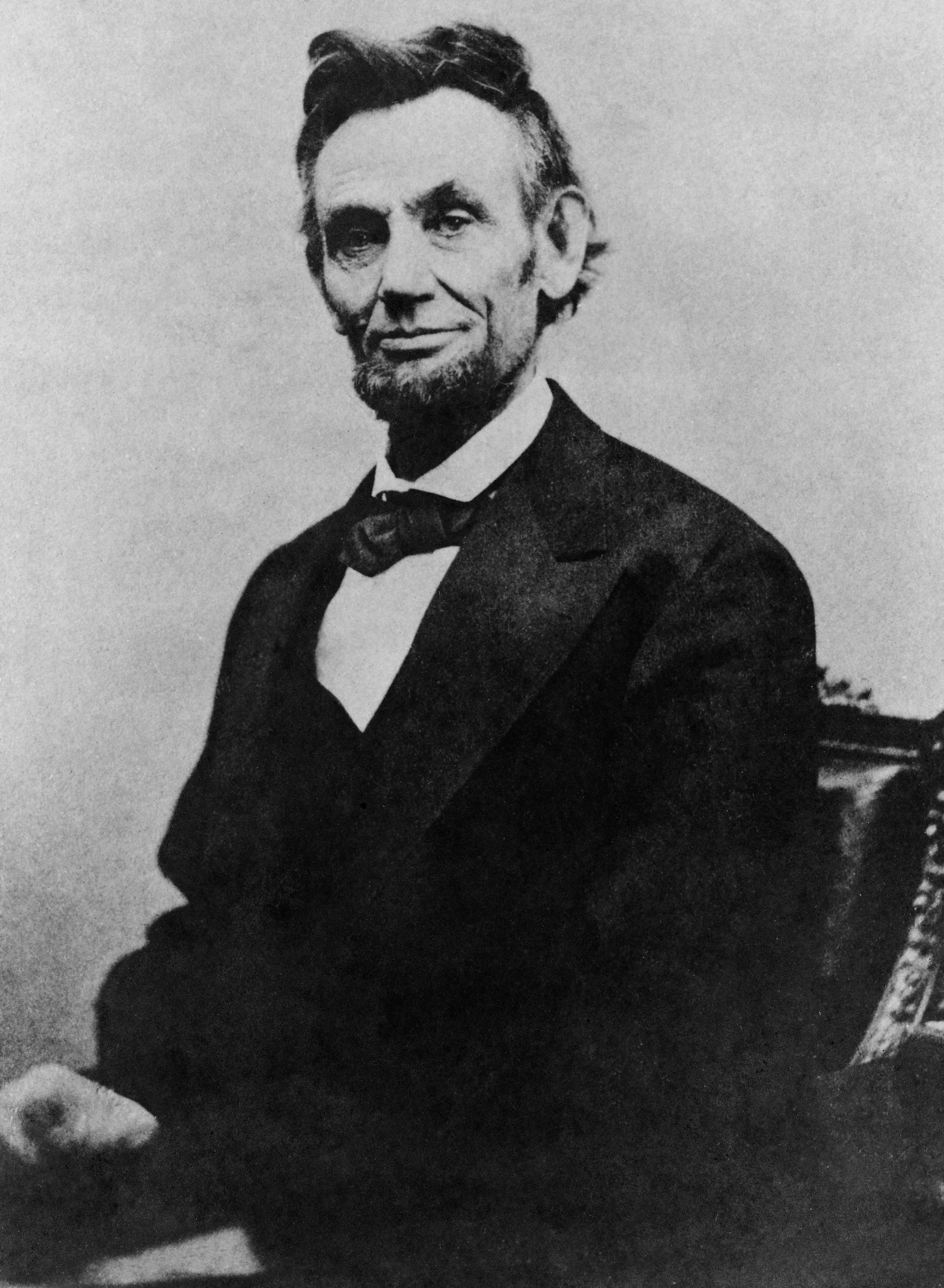
President Abraham Lincoln, gefotografeerd op 10 april 1865, vijf dagen voor zijn dood, in de studio van Alexander Gardner.

Begin februari 1865 had Powell zich al gemeld bij het pension van Mary Surratt, de moeder van John Surratt, waar hij zich had voorgesteld als "meneer Wood". Hier kreeg hij een kamer op de zolder. Na zijn vrijlating meldde hij zich hier weer en ditmaal stelde hij zich voor als de doopsgezinde predikant Lewis Paine. Mary Surratt was op dat moment niet thuis en hij vertelde aan de aanwezigen dat hij een baptistenpredikant was die een week gevangen had gezeten in Baltimore. Enkele van de kostgangers herkenden hem als meneer Wood. Hierop antwoordde Powell dat hij wel een meneer Wood kende in Baltimore en dat degene die hem had herkend zich vergiste.
In het oorspronkelijke ontvoeringsplan van Booth zouden de samenzweerders de president ontvoeren tijdens zijn bezoek aan het Ford's Theatre en Booth regelde theatertickets voor Powell en Surratt voor een voorstelling op 15 maart zodat ze bekend zouden zijn met de privéloge van Lincoln. Tegen het einde van de voorstelling dook Booth bij de loge op en sprak hij met Surratt. Hij vertelde aldaar aan Surratt en Powell hoe hij de ontvoering wilde uitvoeren.
Op 17 maart moest de ontvoering van de president plaatsvinden. Toen Lincoln niet kwam opdagen, ging de geplande ontvoering niet door. Booth besloot dat het beter was dat hij en Powell de stad tijdelijk zouden verlaten. Powell zou naar New York gaan, maar hij bracht eerst nog een bezoek aan Baltimore. Lang zou zijn verblijf in Baltimore niet zijn want op 20 maart was hij al in New York. Tijdens zijn verblijf in New York nam Powell een nieuw pseudoniem aan: Jim Moore. Volgens sommige bronnen zou Powell in deze periode ook een bezoek hebben gebracht aan Canada, maar de datum die de bron gaf, oktober 1864, viel in de periode dat Powell onder Mosby diende in Virginia. Omstreeks 27 maart keerde Powell terug in Washington en diezelfde avond ging hij naar het Ford's Theatre waar La forza del destino werd opgevoerd.
Op 11 april gaf president Lincoln een toespraak aan een menigte vanuit het Witte Huis. Onder hen bevonden zich ook John Wilkes Booth, David Herold en Powell. In zijn speech verklaarde Lincoln dat hij stemrecht wilde verschaffen aan intelligente zwarten en de zwarten die in het leger hadden gevochten. Booth reageerde hierop: "Dat is de laatste toespraak die hij ooit zal houden. Nu bij God, ik maak er een einde aan". Hij gaf het bevel aan Powell om zijn revolver te trekken en Lincoln ter plekke neer te schieten. Powell weigerde dat.
Door de overgave van de legers van de geconfedereerden en de inname van Richmond leek het plan van Booth om Lincoln te ontvoeren nutteloos te zijn geworden. Booth vatte daarom het plan op, geïnspireerd door de Romeinen, om op 13 april Lincoln in het openbaar te vermoorden. Daarnaast moest ook William H. Seward vermoord worden, de minister van Buitenlandse Zaken in het kabinet van Lincoln. Seward had zich bij de zuidelijke staten niet populair gemaakt door zijn abolitionisme en daarnaast was hij de tweede in lijn voor het presidentschap na de vicepresident. Naast Seward stonden ook de Amerikaanse vicepresident Andrew Johnson en generaal Ulysses S. Grant op de lijst van mensen die Booth wilde vermoorden. Toen Booth hoorde dat zowel Grant als Lincoln op 14 april naar het Ford's Theatre kwamen voor een voorstelling, koos hij die avond voor zijn aanslag.

### Moordaanslag op Seward

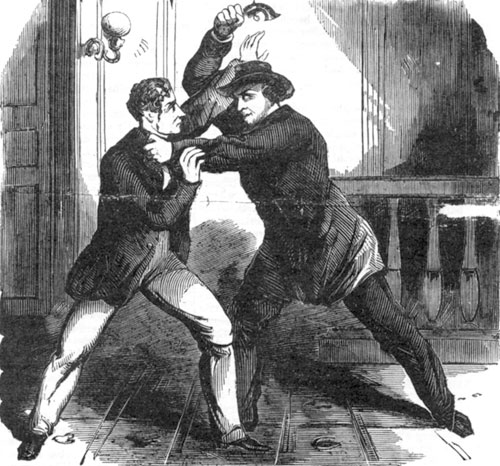
Powell valt Seward in diens huis aan

Op 5 april was Seward gewond geraakt in zijn koets. Het rijtuig was in botsing gekomen met een persoon en Seward werd door de botsing uit de koets geworpen. Hij brak zowel zijn rechterarm als zijn onderkaak. Ook had hij scheuren opgelopen in zijn gewrichtsbanden; hierdoor moest hij in bed herstellen. Powell was op de hoogte van de fysieke toestand van Seward, want die werd breed uitgemeten in de kranten. David Herold kwam met het plan om zich verkleed als bezorger van de dokter aan te dienen bij het huis van Seward. Powell ging gewapend met een Whitney-revolver en een bowiemes op pad.
Om 22.15 uur arriveerde Powell bij het huis van Seward aan Lafayette Square. Getuigen zagen hem daar in zijn eentje aankomen. Toen Powell aanbelde werd de deur opengedaan door William Bell, de Afro-Amerikaanse bediende van Seward. Powell maakte duidelijk dat hij Seward wilde zien en dat dokter Verdi hem had gestuurd, maar de bediende gaf aan dat hij al sliep. Vervolgens stapte Powell naar binnen en liep hij de trap op. De zoon van William H. Seward, Frederick W. Seward, werd gealarmeerd door het geluid in de hal en was in zijn nachtkleding boven aan de trap verschenen. Bell volgde Powell de trap op. De zoon van de minister vroeg wat Powell kwam doen en opnieuw vertelde hij dat hij met medicijnen van de dokter kwam. Er volgde een woordenwisseling en Fanny Seward, de dochter van Frederick Seward die waakte bij haar grootvader, opende de deur om te zien wat er aan de hand was. Powell vroeg aan haar of de minister sliep en zij antwoordde met "bijna". Hierdoor wist Powell waar zijn doelwit zich bevond.

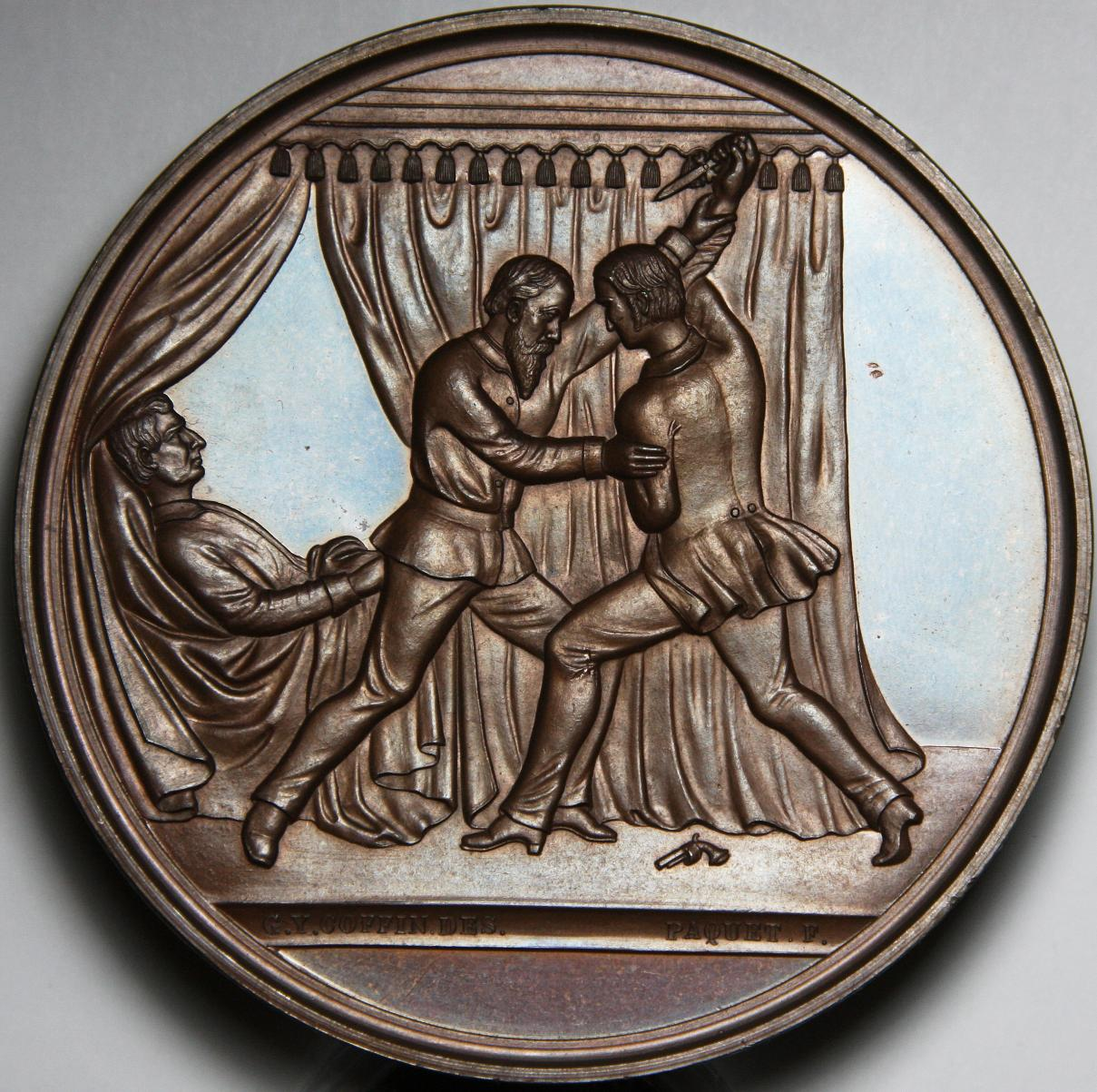
George Robinson kreeg een medaille van het Congres voor het verijdelen van de moord op William Seward. Op de medaille is te zien hoe Powell met zijn mes naar Robinson uithaalt.

Frederick Seward zei tegen Powell opnieuw dat hij de minister niet kon zien. Powell leek zich bij deze situatie neer te leggen en deed voor alsof hij vertrok. Hij volgde Bell een paar stappen de trap af, maar na drie stappen greep hij naar zijn revolver en probeerde hij te schieten op Frederick Seward. Het pistool blokkeerde en liet alleen een metalige klik horen. Seward probeerde hem hierop te overmeesteren en Powell ging hem te lijf met zijn pistool. Door de worsteling vluchtte Bell de trap af en het huis uit om hulp te halen bij het hoofdkwartier van generaal Christopher C. Augur, dat was gevestigd op de hoek van Madison Place.
Powell slaagde erin de kamer van de minister te bereiken en de deur open te duwen. In de kamer was ook de soldaat George F. Robinson aanwezig. Bij binnenkomst had Powell zijn bowiemes getrokken en met het mes haalde hij uit naar het voorhoofd van Robinson. Nu stond alleen Fanny Steward hem in de weg, die hij aan de kant kon duwen. Vervolgens haalde Powell meerdere keren met zijn mes uit naar William Seward. Het mes sneed door diens rechterwang recht in de keel waardoor er veel bloed vrijkwam. Reeds was ook de oudste zoon van de minister, Augustus Henry Seward, wakker geworden en de kamer binnengekomen. Hij probeerde Powell van zijn vader af te trekken en liep hierdoor zelf meerdere snijwonden op. Hij werd in zijn poging geholpen door Robinson en gezamenlijk wisten ze Powell op de grond te drukken. Aldaar verwondde Powell hen beiden. Hij raakte Robinson in de borst en de schouder en sneed een gedeelte van de scalp van Augustus af.
Powell slaagde erin weer op te staan en riep "I am mad, I am mad!", toen hij de kamer verliet. Terwijl hij de trap af vluchtte, kwam hij een boodschapper tegen van het State Department, Emerick Hansell, die hij aan de kant sloeg en in de rug stak. Powell bereikte de voordeur en ontvluchtte het huis. Van de vijf mensen die hij in het huis had aangevallen waren er twee ernstig gewond, maar geen van hen zou sterven. Powell liet zijn kapotte revolver en zijn bruine slappe hoed achter in de woning. Bij het bestijgen van zijn paard glipte zijn mes uit zijn handen en viel het in het gras. Daar zou het de volgende dag gevonden worden door Robert Nelson.

### Vlucht

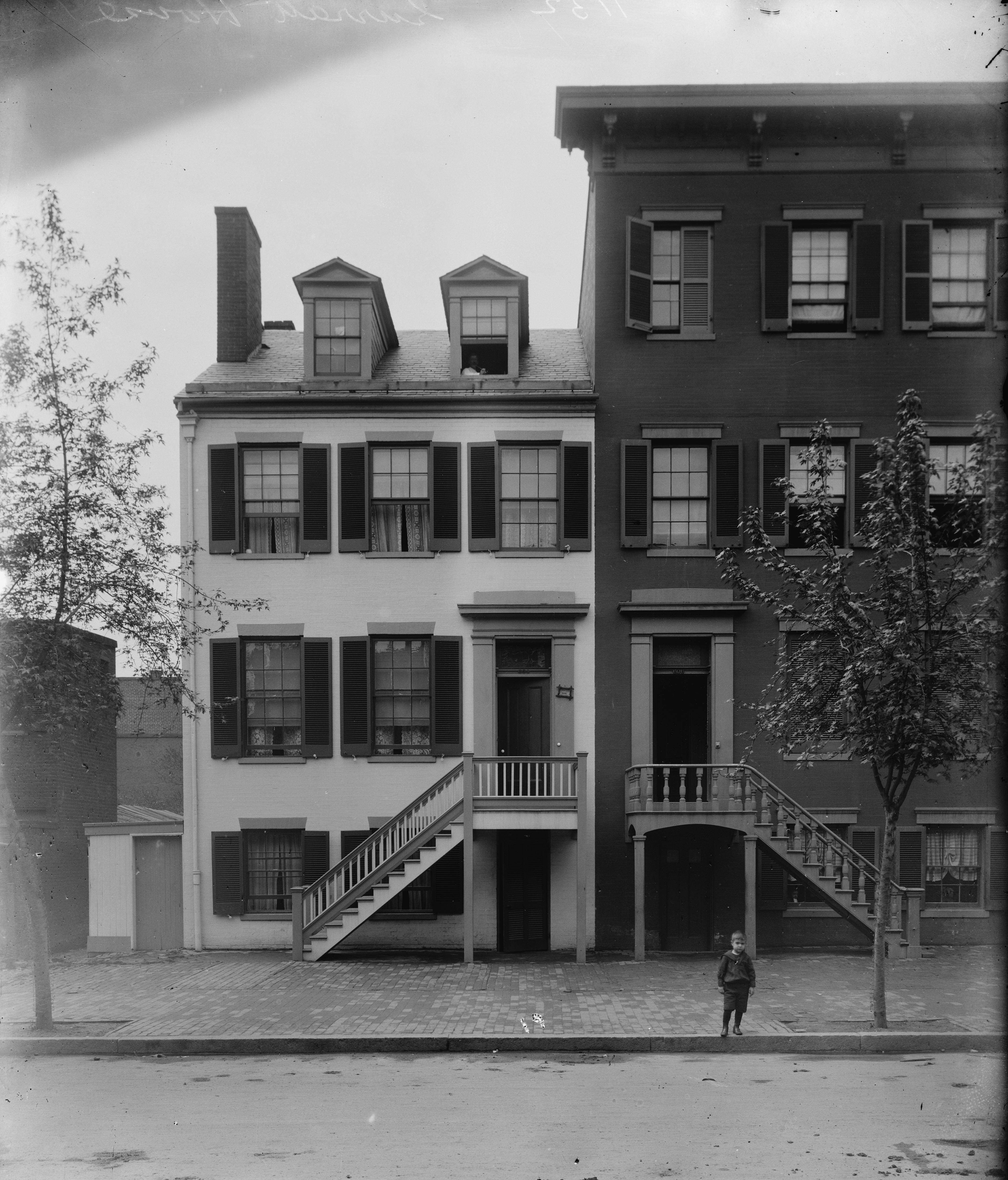
Het pension van Mary Suratt in 1890

In tegenstelling tot John Wilkes Booth en David Herold, wilde Powell niet naar Virginia vluchten. J.W. Clampitt, een van de advocaten van Mary Surratt, verklaarde in de North American Review in 1880 dat Powell naar Baltimore wilde vluchten. Waarom Powell hiervoor koos is onduidelijk. Powell reed in noordwaartse richting via de 15th Street en vanaf hier is het onduidelijk hoe de vluchtpoging van Powell precies verliep tot aan het moment dat hij opgepakt werd bij het huis van Mary Surratt.
Wel is bekend dat hij nabij Fort Bunker Hill zijn met bloed bespatte overjas dumpte. Deze jas werd op 16 april gevonden door een soldaat. Er zijn verschillende verhalen over wat er met het paard van Powell is gebeurd. Een verslag van eerwaarde Gillette meldt dat hij van zijn paard werd afgeworpen. In een ander verslag van een kolonel bij Fort Bunker Hill werd het paard van Powell gevonden nadat het was gevallen. Het paard was blind aan een oog en was een beetje kreupel, zo merkte de vinder op. Bij deze val zou ook Powell bewusteloos zijn geraakt en zou hij een hersenschudding hebben opgelopen. Dat hij zijn hoofd heeft verwond blijkt uit de foto's die van hem gemaakt zijn na zijn gevangenneming. Volgens de Washington Morning Chronicle zou hij zich drie dagen boven in een boom hebben verschanst. Historicus Ernest B. Ferguson geeft een ander relaas en schrijft dat het paard van Powell uitgeput raakte en dat hij zichzelf een nacht lang verstopte op een begraafplaats.
Powell besloot om naar het pension van Mary Surratt te reizen, maar omdat hij wist dat hij een gezocht crimineel was besloot hij zich uit te dossen als een dagloner. Het was indertijd gebruikelijk dat men zich met hoed op vertoonde. Aangezien Powell geen hoed had, besloot hij te improviseren en maakte hij van een stuk stof van zijn ondershirt een muts. Om zijn outfit te vervolmaken stal hij een pikhouweel bij een boerderij.
In de ochtend van 17 april werd er een opsporingsbericht uitgevaardigd voor John Wilkes Booth, maar ook voor degene die William H. Seward had aangevallen. De Raad van Washington loofde een beloning van 20.000 dollar uit voor de arrestatie en veroordeling van Powell en hier bovenop loofde Lafayette C. Baker nog eens een extra beloning uit van 10.000 dollar. In het opsporingsbericht stond een uiterlijke omschrijving van Powell:

Lengte 6 voet 1 inch, zwart haar, dik, vol en stijl; geen baard noch het uiterlijk van een baard; rode wangen op de kaken; gezicht matig vol; 22 of 23 jaar oud; ogen, kleur onbekend - grote ogen, niet prominent; wenkbrauwen niet dik, maar donker; gezicht niet groot, maar eerder rond, teint gezond, rechte neus en welgevormd, gemiddelde grote; kleine mond; dunne lippen, bovenste lip stak uit bij het praten; kin stak prominent uit; hoofd gemiddelde lengte; nek kort en van gemiddelde lengte; handen zacht en klein; vingers taps toelopend; vertoond geen tekenen van hard werk; brede schouders; taps toelopende taille; recht figuur; sterk ogende man; manieren zijn niet vriendelijk maar vulgair; overjas dubbel geknoopt, gekleurde mix van roze en grijze puntjes, klein, was een zakoverjas, zakken aan de zijdes en één op de borst (...); zwarte broek; nieuwe zware schoenen; lichte stem, neigt naar een tenor.

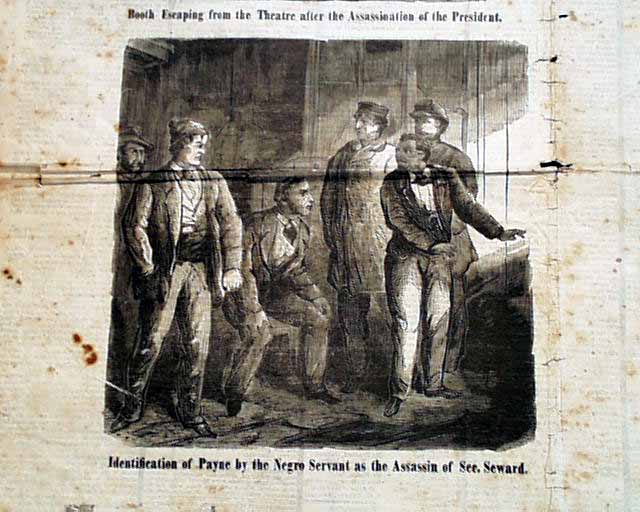
De identificatie van Powell door William Bell

Sinds de dood van de president was het pension van Mary Surratt verdacht vanwege mogelijke betrokkenheid. Al een maand eerder had de huurder Louis Weichmann aan iemand van het ministerie van oorlog verteld dat er vreemde dingen in het huis aan de gang waren. Op 15 april had het pension al een bezoek gekregen van het hoofd van de Metropolitan Police, A.C. Richards, met de bedoeling John Surratt op te pakken. Deze huiszoeking leverde geen resultaat. De Albany Evening Journal berichtte op diezelfde dag dat John Surratt de sluipmoordenaar was van Seward. Twee dagen later was er een tweede inval in het pension. Ditmaal zaten de federale autoriteiten onder leiding van Christopher C. Augur achter de inval. Mary Surratt, haar dochter Anna, nicht Olivia Jenkins en huurder Honora Fitzpatrick werden opgepakt. Terwijl de rechercheurs zich klaarmaakten om de dames uit het huis weg te voeren werd er aangebeld door Powell. Er werd opengedaan door een van de detectives en Powell zei dat hij zich vergiste. Toen de detective vroeg voor wie hij kwam antwoordde Powell met: "mevrouw Surratt" waarop hij naar binnen geloodst werd.
De politieagenten verkeerden aanvankelijk in de veronderstelling dat ze te maken hadden met John Surratt. Powell vertelde hen dat Mary Surratt hem had ingehuurd om een gat in de tuin te graven. Toen de agenten aan Mary Surratt vroegen of zij de man herkende zei zij hierop: "Ik zweer bij God dat ik deze man niet ken; ik heb hem nog nooit gezien. Ik heb hem niet ingehuurd om een gat te graven!". Mary Surratt herkende Powell niet doordat ze slechtziend was. De vier dames werden vervolgens met een koets afgevoerd en daarop begon de ondervraging van Powell. Rechercheur Thomas Sampson zag dat hij voldeed aan de beschrijving van de aanvaller van Seward. Toen de koets terugkeerde werd Powell meegenomen naar het hoofdkwartier van generaal Augur en aldaar werden zijn zakken doorzocht. Hierbij troffen ze pistoolpatronen aan. Volgens een verslag in de New York Herald sprak Powell zich tijdens zijn verhoor op het hoofdkwartier diverse keren tegen. Toch wisten de rechercheurs niet zeker of ze daadwerkelijk te maken hadden met de aanvaller van Seward en daarom lieten ze midden in de nacht William Bell halen. Deze identificeerde hem. Powell werd daarop overgebracht naar de USS Saugus, die in de Anacostia lag bij de marinehaven van Washington, waar hij werd vastgezet.

### Gevangenschap

Lewis Powell aan boord van de USS Saugus met de hoed op die hij droeg bij de moordaanslag.

Powell was niet de enige van de samenzwering die gevangen werd gezet in de Saugus. Behalve hem zaten daar ook Samuel Arnold, Michael O'Laughlen en George Atzerodt vast. Op de ochtend na zijn gevangenname werd hij opnieuw geïdentificeerd, ditmaal door Augustus Seward. Majoor Thomas T. Eckert en Charles Dana werden aangesteld voor het verhoren van Powell. Zijn identiteit was op dat moment nog steeds onbekend. Aan de hand van de foto's die van hem verspreid werden deden er verschillende theorieën de ronde over zijn identiteit. Iemand van het New York Police Department dacht dat Powell William A. Johnson was uit New Bern, North Carolina. Anderen dachten weer dat hij een buitenechtelijk kind was van Jefferson Davis.
Aan boord van het schip moest Powell zijn kleren uitdoen en kreeg hij een donkerblauw zeilerspak dat bestond uit een ondershirt en een bell bottombroek. Deze kleding zou hij de daaropvolgende drie maanden dragen tot en met zijn executie. Op 22 april, zijn eenentwintigste verjaardag, kreeg hij zijn boeien om. Zowel zijn voeten als zijn polsen werden in de boeien geslagen en aan een van zijn benen werd een ijzeren bal met ketting vastgemaakt. Vier dagen later kreeg hij ook een zak van canvas over zijn gezicht heen getrokken waarin een gat zat waardoor hij kon ademen en eten.
Op 26 april verscheen er een nieuwsbericht waarin melding werd gemaakt van een zelfmoordpoging van Powell. Hij zou zijn hoofd ergens tegenaan hebben geslagen en door dit geluid had hij zijn cipier gewaarschuwd. Volgens ditzelfde nieuwsbericht kreeg hij hierop een kap over zijn gezicht en de boeien, maar volgens Betty Ownsbey is het niet zeker of deze zelfmoordpoging ook daadwerkelijk heeft plaatsgevonden. Eckert verhoorde in deze periode met enige regelmaat Powell, maar de verhalen die hij vertelde waren vaak tegenstrijdig. Zo vertelde hij over het idee van de geconfedereerden om New York in brand te steken, terwijl Powell in die periode dat dit plan speelde onder Mosby diende. Op aanraden van Thomas T. Eckert werden Powell en de andere gevangenen drie dagen later overgebracht naar het Washington Arsenal, het was de meest beveiligde plek van Washington. De bewaking werd toevertrouwd aan generaal-majoor John F. Hartranft.
In voorbereiding op het proces dat ook in het Washington Arsenal gehouden zou worden, werden de gevangenen met enige regelmaat gewassen. Ook kregen ze tijdens hun verblijf in de gevangenis een maaltijd van koffie, gezouten vlees en zacht brood. Op 6 juni vroeg John F. Hartranft voor toestemming om de canvas zakken van de hoofden van de gevangenen te verwijderen. De enige uitzondering hierop was Powell, want volgens Hartranft leed Powell er niet zoveel onder als zijn medegevangenen. Zodoende werden vier dagen later alleen de canvas kappen van de medegevangenen van Powell verwijderd.

### Berechting

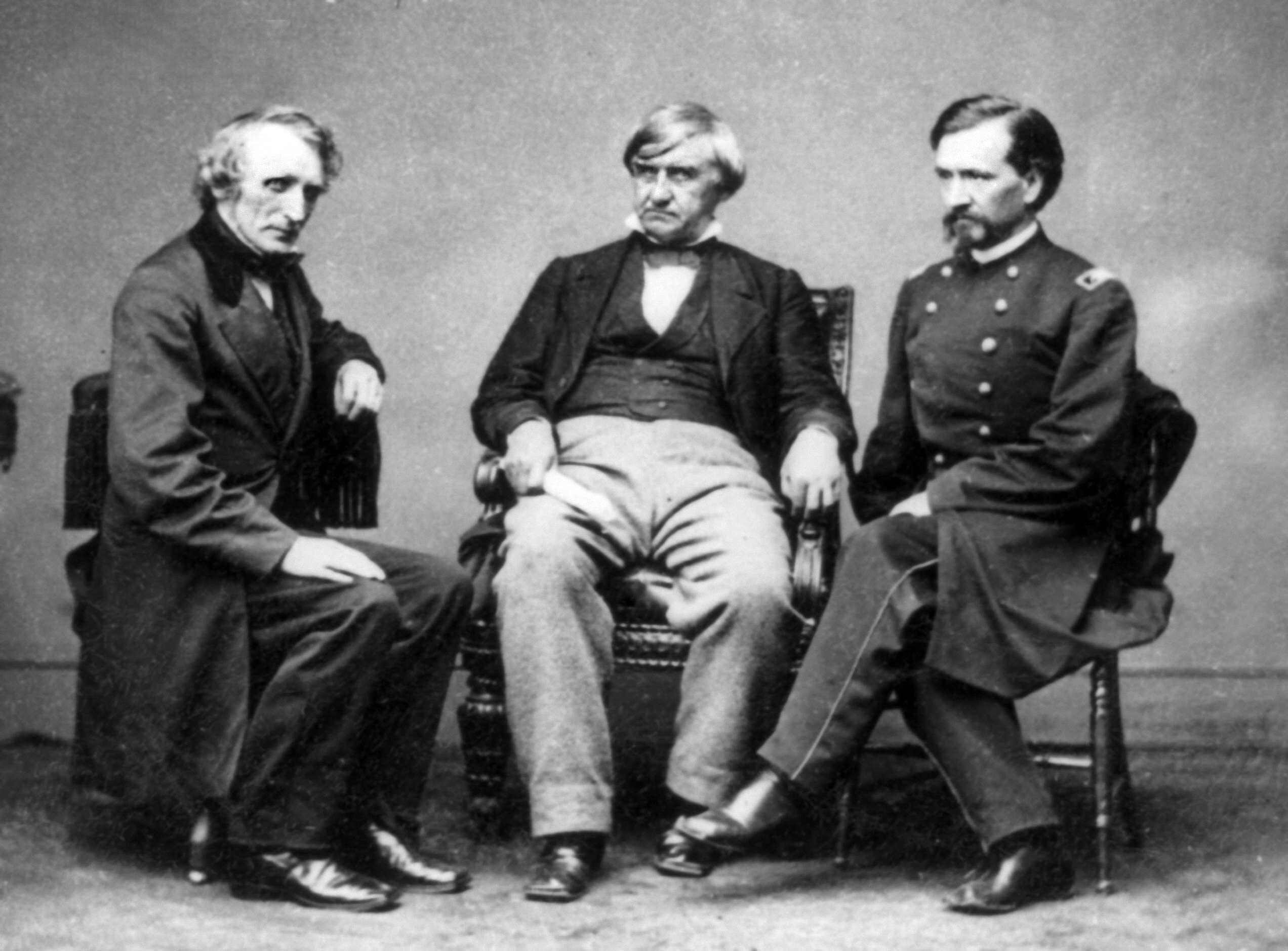
De aanklagers van het proces, v.l.n.r.: John Bingham, Joseph Holt en Henry Lawrence Burnett.

De nieuwe president Andrew Johnson had aan zijn minister van justitie, James Speed, gevraagd of de gevangenen berecht zouden worden voor een militaire rechtbank of voor een civiele rechtbank. Speed pleitte voor een berechting in de militaire rechtbank omdat zij volgens hem het oorlogsrecht hadden geschonden. Hierop gaf Johnson de opdracht om Powell en de anderen te berechten voor een militaire rechtbank. De samenzweerders werden berecht door een groep van negen generaals die werd voorgezeten door David Hunter. De andere acht leden van de commissie waren August Kautz, Albion Howe, James Ekin, David Clendenin, Lewis Wallace, Robert Foster, T. M. Harris, en kolonel C. H Tomkins. De aanklagers waren Joseph Holt (hoofdaanklager), John Bingham en Henry Lawrence Burnett. Powell had recht op een eigen advocaat en wilde zich laten vertegenwoordigen door James Mason Campbell uit Baltimore, maar deze weigerde iets te maken te hebben met de sluipmoordenaar van Seward. Pas op de derde dag van het proces kreeg Powell een advocaat, namelijk majoor William E. Doster die ook George Atzenrodt vertegenwoordigde.
Op 9 mei 1865 begon het proces en kregen de gevangenen hun tenlastelegging te horen. Ondanks dat Powells alias "Lewis Paine" was werd hij onder de naam "Lewis Payne" door de rechtbank aangeklaagd. Hij werd aangeklaagd voor het onwettig en kwaadaardig aanvallen van William Seward met de intentie om hem te vermoorden en het aanvallen van Frederick Seward, Augustus Seward, Emrick Hansell en George Robinson met intentie om hen te vermoorden. De acht verdachten werden tegelijkertijd in de rechtbank berecht. Vier dagen na aanvang van het proces begon de zaak tegen Powell vorm te krijgen met de getuigenis van Louis Weichmann, die net zoals Powell een huurder was geweest in het pension van Mary Surratt. Hij vertelde over de ongebruikelijke voorvallen in het huis. Het zou nog een week duren voordat William Bell voor de rechtbank zijn getuigenis tegen Powell aflegde. De handboeien van Powell werden afgedaan en hij werd gedwongen om de overjas en hoed te dragen die hij op de avond van de moord aanhad. Bell identificeerde hem opnieuw en zei: "Oh, hij herkent me zeker wel! Als hij alles heeft opgebiecht kun je ook aan hem vragen of ik degene was die hem heeft binnengelaten!" Deze uitspraak van Bell zorgde voor gelach in de rechtbank en ontlokte ook uit de mond van Powell een lach.

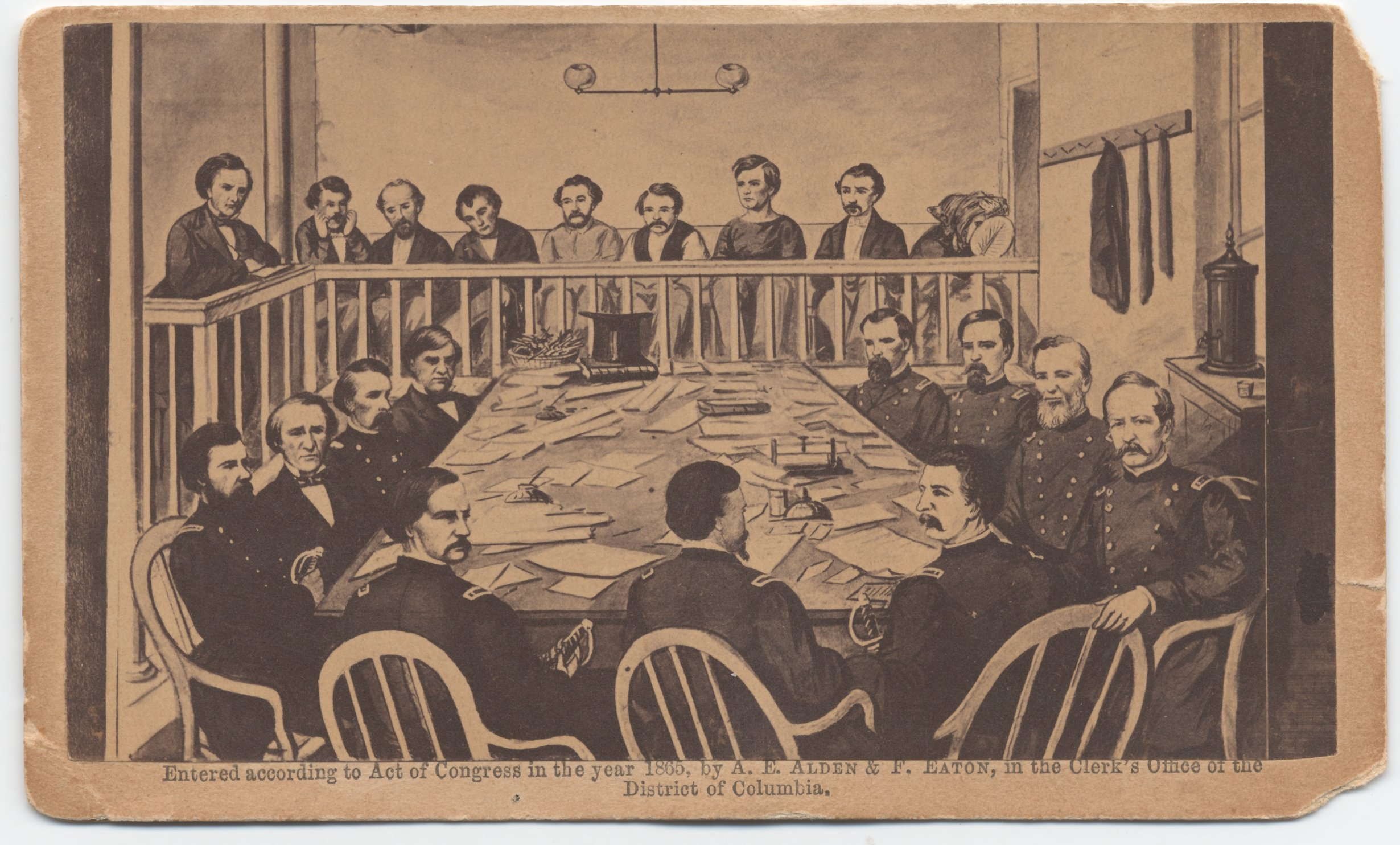
Het proces tegen de samenzweerders op 5 juni 1865

Tijdens het proces zat Powell er grotendeels bewegingloos bij bij alles wat er werd gezegd of gedaan in de rechtbank. Door het feit dat Powell tevens niet wilde praten met zijn advocaat, had deze geen idee hoe hij zijn cliënt moest verdedigen. Doster zei hier zelf over: "Gedurende deze hele tijd wist ik niet meer van hem dan de publieke opinie." Na de getuigenis van een huisjongen van de Sewards was Powell toch bereid om met zijn advocaat te praten. Tijdens zijn gesprek met Doster uitte hij zijn berouw over het feit dat hij Frederick Seward had verwond. Powell maakte geen heldere indruk op Doster en volgens Powells biograaf Betty Ownsbey was dit waarschijnlijk te wijten aan het traumatiserende effect van de kap van canvas.
Op 21 juni pleitte Doster voor diens leven. Hij pleitte ervoor dat Powell alleen schuldig kon worden bevonden aan een poging tot doodslag. Tevens pleitte hij ervoor om Powell krankzinnig te verklaren, maar ook deze poging redde hem niet. De dokters Hall en Nichols hadden Powell onderzocht en hadden geconcludeerd dat de oorlog zijn hersenen hadden beïnvloed. Zij verklaarden hem dan ook krankzinnig. Hoofdaanklager Joseph Holt stelde een paar andere dokters aan om Powell te onderzoeken en zij vonden geen vorm van krankzinnigheid bij Powell. Op het einde van het slotpleidooi van Doster deed hij een moreel appel op de rechters: "...laat hem leven, niet voor zijn eigen bestwil, maar voor die van u." Op 30 juni 1865 kwam de militaire commissie tot haar uitspraak en hierbij werden vier van de samenzweerders, waaronder Powell, tot de dood veroordeeld.

### Executie
Op 6 juli werd de uitspraak door de rechters medegedeeld aan de gevangenen in het Washington Arsenal. Powell werd aan alle aanklachten schuldig bevonden, behalve dat hij samengezworen zou hebben met Edward Spangler. President Johnson had de opdracht gegeven dat de executie op 7 juli tussen tien uur 's ochtends en twee uur 's middags moest worden uitgevoerd. Nadat bekend was gemaakt dat Powell tot de dood veroordeeld was, vroeg generaal Hartranft aan hem of hij Powells familie moest inlichten. Hij gaf hierop te kennen dat ze te ver weg woonden om op tijd bij de executie aanwezig te zijn. Wel liet hij weten dat hij de episcopaalse predikant Augustus P. Stryker wenste te spreken. Ook vroeg hij te spreken met een baptistenpredikant. Eckart haalde daarop Abraham Dunn Gillette naar de gevangenis. Powell vertelde tijdens zijn gesprek aan Gillette over zijn familie-achtergrond en zijn aandeel in de samenzwering van Booth.

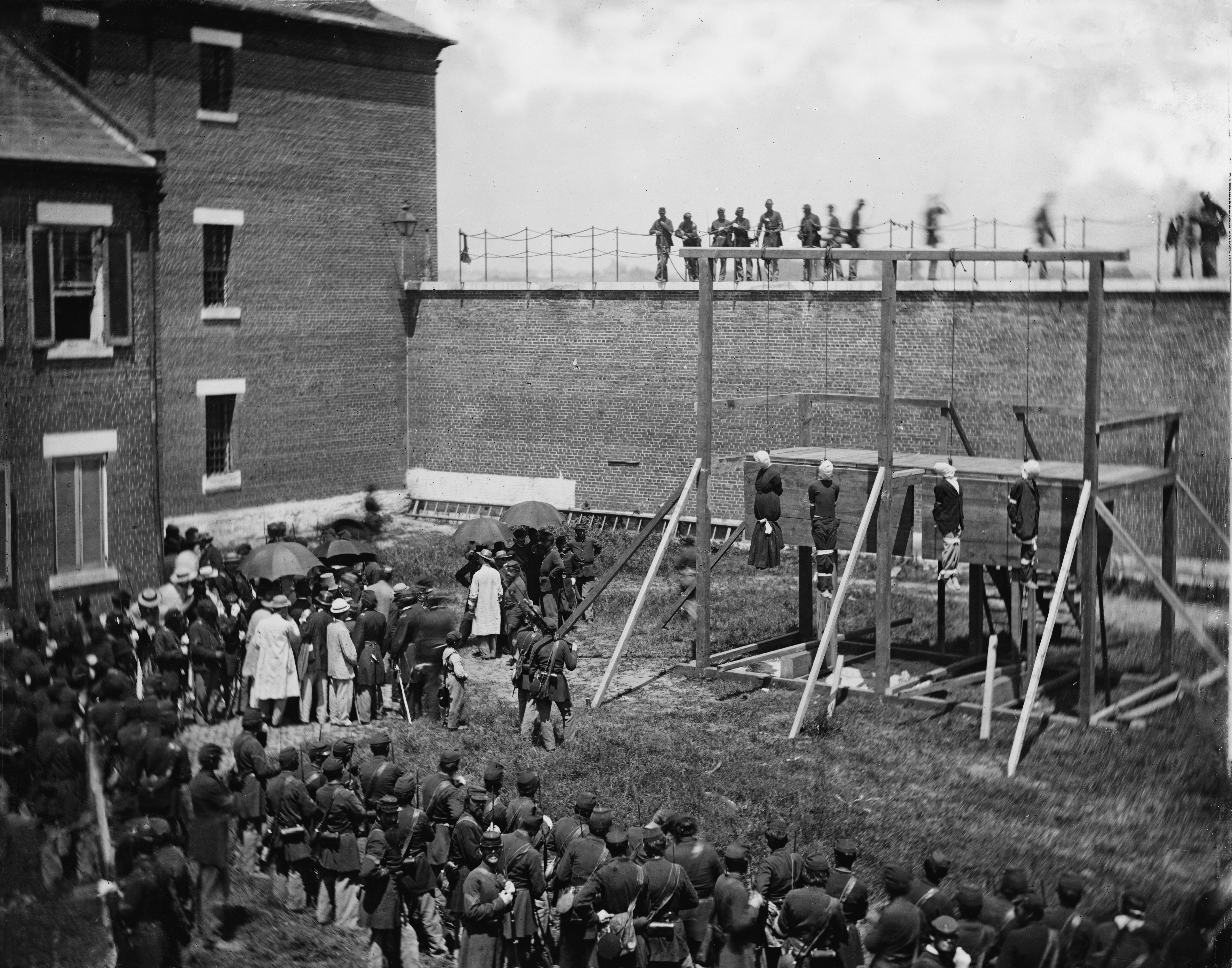
De executie van de samenzweerders in het Washington Arsenal, gefotografeerd door Alexander Gardner.

Op de ochtend van de executie werd zoals op iedere andere dag een ontbijt gegeven aan de gevangenen, maar geen van de veroordeelden nam een hap. Op diezelfde ochtend probeerde Powell nog het leven van Mary Surratt te redden door te pleiten bij generaal Hartranft voor haar onschuld bij haar betrokkenheid bij de moord op Lincoln. Hartranft berichtte hierover in een officieel bericht aan de president en merkte hierin op dat hij geneigd was om Powell te geloven. Om 13:10 werden de veroordeelden naar buiten geleid richting de galg. Powell werd als laatste van de vier naar buiten gebracht en werd vergezeld door een rechercheur, een officier en zijn twee predikanten.
Op het schavot werd Powell op een stoel tussen Mary Surratt en David Herold geplaatst. Generaal Hartranft las op de binnenplaats de uitspraak van de rechters voor. Vervolgens vonden de religieuze handelingen plaats en sprak predikant Gillette een gebed uit voor Powell. Na de gebeden werden de ledematen van de veroordeelden vastgebonden en werden de stoelen verwijderd. De strop werd als eerste om de hals van Powell gedaan en vervolgens kreeg hij een witte kap op. De lus werd boven de adamsappel vast getrokken. Om 13:25 uur gaf Hartranft het bevel tot de executie. Powell stierf niet direct, maar hij werd langzaam gewurgd. Hij spartelde vijf tot acht minuten lang aan het touw. Zijn handen kleurden paars door de beperkte doorbloeding. De lichamen werden zonder enige vorm van ceremonie van de touwen gehaald en haastig in kisten begraven.

## Graf
In 1867 besloot de Amerikaanse overheid om het gedeelte van het Washington Arsenal waar de lichamen van Powell en zijn mede-samenzweerders begraven waren af te breken. De doodskisten werden opgegraven en herbegraven in een opslagruimte. Twee jaar later gaf president Andrew Johnson de lichamen vrij aan de families om herbegraven te worden. Van de samenzweerders werd het graf van Powell als laatste verplaatst. Onder leiding van Joseph Gawler, de begrafenisdirecteur van Washington, werd zijn lichaam verplaatst naar Holmead Cemetery in Dupont Circle. In 1884 werd zijn lichaam opgegraven omdat de begraafplaats gesloten werd. Gawler gaf Powells schedel aan het Army's Medical Museum dat indertijd gehuisvest was in Ford's Theatre. Hier verkreeg de schedel het inventarisnummer 2244. In dit museum werd ook een gedeelte van de wervelkolom van John Wilkes Booth tentoongesteld aan het publiek. In 1898 werd de schedel overgedragen aan het Anthropology Department van het Smithsonian. In 1992 werd aldaar zijn schedel herontdekt. Twee jaar later werd zijn schedel naast zijn moeder begraven op Geneva Cemetery, bij Geneva in Seminole County. De rest van zijn lichaam kwam na de opgraving van 1884 terecht op de Rock Creek Cemetery in het noordwesten van Washington.

## Persoonlijkheid
Door de religieuze opvoeding die Powell thuis kreeg, had hij een gevoelige, intense en gereserveerde persoonlijkheid, die als introvert beschouwd kan worden. Ook stond hij bekend als een dierenvriend en zorgde hij veel voor de dieren op de boerderij van zijn ouders — dit leverde hem de bijnaam "Doc" op. Als kind werd hij omschreven als een "lieve, sympathieke, aardige jongen," die "vroom en teder van hart was." Tijdens de periode dat Powell in dienst was bij John S. Mosby leerde hij generaal William H. F. Payne kennen en deze zou Powell omschrijven als "ridderlijk, genereus, dappere kerel en bijzonder dol op kinderen."
In de pers ontstond na zijn gevangenname een negatief beeld over Powell. Deze schilderde hem af als een bruut, een gek die traag van begrip en driftig was. Deze negatieve verslaggeving was er het gevolg van dat journalisten na de dood van John Wilkes Booth een nieuwe zondebok zochten. Volgens de biograaf van Powell, Betty Ownsbey, gaan deze kwalificaties echter niet op; zij beschrijft Powell als "een complexe man wiens persoonlijkheid veranderde als de kleuren van een kameleon".

## In populaire cultuur
In de film The Day Lincoln Was Shot uit 1998 werd de rol van Powell gespeeld door de Amerikaanse acteur Titus Welliver. In de film van Robert Redford uit 2011, The Conspirator, werd Powell geportretteerd door Norman Reedus.